# Sławomir Górzyński
Sławomir Górzyński (ur. 21 sierpnia 1962 w Belgradzie) – polski historyk, heraldyk, wydawca, współautor i współredaktor serii Ziemianie polscy XX wieku, od 1989 roku redaktor naczelny Biuletynu Polskiego Towarzystwa Heraldycznego, od 2010 Rocznika Polskiego Towarzystwa Heraldycznego; redaktor naczelny "Rocznika Skierniewickiego", zastępca redaktora kwartalnika „Forum Artis Rhetoricae”; współredaktor serii Szlachta i ziemiaństwo na ziemiach dawnej Rzeczypospolitej, członek redakcji serii „Społeczeństwo staropolskie. Seria nowa”.
Wspólnie z Tadeuszem Epszteinem opublikował odnaleziony rękopis K. Pułaskiego: Kronika polskich rodów szlacheckich Podola, Wołynia i Ukrainy. Jest autorem ponad stu sześćdziesięciu prac naukowych, książek, artykułów z zakresu historii i nauk pomocniczych historii (głównie epigrafiki, heraldyki, genealogii, chronologii i biografistyki) m.in. w: Miscellanea Historico-Archivistica, Biuletynie Polskiego Towarzystwa Heraldycznego, Roczniku Polskiego Towarzystwa Heraldycznego, Archeionie, Adlerze, Computer und Genealogie. Zajmuje się heraldyką, dziejami elit głównie ziemiaństwa i szlachty; kolejnym obszarem badawczym są dzieje emigracji polskiej, głównie we Francji. Właściciel Edition La Rama (Francja).
Był koordynatorem projektu realizowanego w latach 2019-2021 przez Polskie Towarzystwo Historyczne mającego na celu utworzenie muzeum poświęconego Liceum Polskiemu w Villard-de-Lans.

## Życiorys
Ukończył studia na Wydziale Historycznym Uniwersytetu Warszawskiego (1981–1986), gdzie uzyskał stopień magistra. Był stypendystą Rządu Republiki Francji w Paryżu. 
W latach 1987–1992 był doktorantem Instytutu Historii Polskiej Akademii Nauk. W 1991 roku, wraz z Krzysztofem Dąbrowskim, założył Wydawnictwo DiG, które specjalizuje się w publikowaniu książek historycznych zarówno naukowych, jak i popularnonaukowych oraz źródeł. W ramach działalności wydawnictwa uruchomił serie: Ziemianie polscy XX wieku, Człowiek. Symbol. Historia, Pamiętniki Polskie XVII–XX wieku, Ludzie Niezwyczajni, Szlachta polska. Zajmuje się także wydawaniem periodyków: Dzieje Najnowsze (od 1993 roku), Przegląd Historyczny (od 1999 roku), Rocznik Polskiego Towarzystwa Heraldycznego (od 1993), Rocznik Skierniewicki (od 2021), Miscellanea Historico-Archivistica (od 1994).
W 2007 roku uzyskał stopień doktora nauk humanistycznych w zakresie historii na Akademii im. Jana Długosza w Częstochowie za rozprawę Arystokracja polska w Galicji. Studium heraldyczno-genealogiczne, a w 2013 roku stopień naukowy doktora habilitowanego, nadany przez Radę Naukową Instytutu Historii Uniwersytetu im. Adama Mickiewicza w Poznaniu. Był profesorem nadzwyczajnym w Instytucie Historii Uniwersytetu w Opolu. 23 stycznia 2023 roku otrzymał postanowieniem Prezydenta tytuł profesora nauk humanistycznych. Jest recenzentem prac doktorskich oraz habilitacyjnych. Członek Komisji Habilitacyjnych. Jest członkiem Komisji Heraldycznej przy Ministrze Spraw Wewnętrznych i Administracji.
Jest żonaty z Iwoną Dacką-Górzyńską, z którą ma dwóch synów: Dobrogosta i Ewarysta urodzonych w 2008 roku. Najstarszy syn Krzysztof Aleksander urodził się w 1987 roku. 

## Przynależność do organizacji
- członek założyciel Polskiego Towarzystwa Heraldycznego (1987); prezes od 2010 r.
- członek założyciel (1997) i członek zarządu Międzynarodowej Akademii Genealogii (zarejestrowanej we Francji)[potrzebny przypis]
- członek korespondent od IX 2012 r. Académie Internationale d’Héraldique(inne języki)
- od 1982 roku w Towarzystwie Miłośników Historii, od 1999 – sekretarz zarządu[12], od 2005[potrzebny przypis] do 2016/17[13] – wiceprezes
- członek Towarzystwa Heraldyczno-Genealogicznego „Adler”
- członek Towarzystwa Heraldycznego i Sfragistycznego (Francja) (La Société française d’héraldique et de sigillographie) (sfhs-rfhs.fr)
- od 1999 do 2014 w Związku Prywatnych Wydawnictw i Poligrafii (Związku Wydawców Polskich) przy Polskiej Konfederacji Pracodawców Prywatnych, od 2001 jego prezes.

## Uhonorowania
- 2012: Postanowieniem prezydenta Bronisława Komorowskiego z dnia 16 kwietnia 2012 r. „za wybitne zasługi w działalności wydawniczej i naukowej” odznaczony został Krzyżem Kawalerskim Orderu Odrodzenia Polski[14][15]
- 2016: Naczelny Dyrektor Archiwów Państwowych nadał „za szczególne osiągnięcia dla rozwoju archiwów i archiwistyki” odznakę honorową „Za Zasługi dla Archiwistyki”.
- 2023: Krzyż Oficerski Orderu „Za Zasługi dla Litwy”[16][17]
- 2024: Odznaka Honorowa „Bene Merito”[18]

## Publikacje

### Autor
- Nobilitacje w Galicji w latach 1772–1918, Wydawnictwo DiG, 1997, ISBN 83-85490-88-4.
- Arystokracja polska w Galicji. Studium heraldyczno-genealogiczne, Wydawnictwo DiG, 2009, ISBN 978-83-7181-597-3.
- Unia lubelska 1569. Pieczęcie herby, Wydawnictwo DiG, 2019, ISBN 978-83-286-0063-8. Aneksy: Hubert Wajs, Rafał Jankowski, Jolanta Król-Próba

### Współautor
- Herby szlachty polskiej, wraz z Jerzym Kochanowskim, Adamem Jońcą, Wydawnictwo Uniwersytetu Warszawskiego 1990, wyd. III 1992, ISBN 83-230-0349-1.
- Inskrypcje grobów polskich na cmentarzach w Paryżu – Montmartre, Saint Vincent, Batignolles, oprac. Andrzej Biernat, Sławomir Górzyński, Piotr Ugniewski; pod red. A. Biernata; Zarząd Ochrony i Konserwacji Zespołów Pałacowo-Ogrodowych, Warszawa 1986
- Inskrypcje grobów polskich na cmentarzach w Paryżu – Père Lachaise, oprac. Andrzej Biernat, Sławomir Górzyński, Piotr Ugniewski; pod red. A. Biernata; Zarząd Ochrony i Konserwacji Zespołów Pałacowo-Ogrodowych, Warszawa 1991
- Spis szlachty guberni grodzieńskiej, mińskiej, mohylowskiej, smoleńskiej i witebskiej, Wydawnictwo DiG 1992
- Polacy pochowani na Cmentarzu Montmartre oraz Saint-Vincent i Batignolles w Paryżu, Wydawnictwo DiG 1999
- Spis ziemian Rzeczypospolitej Polskiej w roku 1930- wydawany według województw: warszawskiego, lubelskiego, lwowskiego, kieleckiego; autor tomów dotyczących województwa krakowskiego, poleskiego, wołyńskiego, stanisławowskiego, tarnopolskiego, poznańskiego, Wydawnictwo DiG 1989-1998
- Heroldia Królestwa Polskiego. Katalog wystawy, Wydawnictwo DiG 2001, ISBN 83-7181-234-5.
- Słownik geograficzny Królestwa Polskiego i innych krajów słowiańskich. Indeks nazwisk oprac. wraz z Szymonem Konarskim, Warszawa, Wydawnictwo DiG 1995
- Indeks nazwisk do „Herbarza polskiego” Adama Bonieckiego, oprac. wraz z Szymonem Konarskim, Warszawa, Wydawnictwo Arbor DiG 1993
- Regestr diecezjów Franciszka Czaykowskiego, czyli właściciele ziemscy w Koronie 1783-1784, wydanie i oprac., wstęp i przypisy wspólnie z Krzysztofem Chłapowskim, Warszawa 2006, Wydawnictwo DiG, ISBN 83-7181-333-3.
- Polacy pochowani na cmentarzu w Montresor, Ministerstwo Kultury i Dziedzictwa Narodowego 2008
- Radziwiłłowie herbu Trąby, Sławomir Górzyński [et al.]; Naczelna Dyrekcja Archiwów Państwowych. Archiwum Główne Akt Dawnych, Warszawa 1996, ISBN 83-85490-62-0.
- K. Pułaski, Kronika polskich rodów szlacheckich Podola, Wołynia i Ukrainy: monografie i wzmianki. T. 2 / przez Kazimierza Pułaskiego; wstęp, oprac. tekstu, przypisów oraz indeksu Tadeusz Epsztein i Sławomir Górzyński, Warszawa 2004, Wydawnictwo DiG, ISBN 83-7181-317-1.
- Dumy i dumki, czyli Prawdziwa powieść. T. 1 / Benedykt Tyszkiewicz; do druku podał Sławomir Górzyński, Warszawa 2006, Wydawnictwo DiG ISBN 978-83-7181-362-7.
- Dumy i dumki, czyli Prawdziwa powieść. T. 2 / Benedykt Tyszkiewicz; do druku podał Sławomir Górzyński, Warszawa 2009, Wydawnictwo DiG, ISBN 978-83-7181-535-5.
- Wspomnienia, Piotr Mańkowski, redakcja i opracowanie noty edytorskiej Sławomir Górzyński, Warszawa 2002, Wydawnictwo DiG, ISBN 83-7181-218-3.
- Polacy pochowani na cmentarzach Nicei i Mentony (wraz z Iwoną Dacką-Górzyńską), Warszawa 2015 (wyd.III), Wydawnictwo DiG ISBN 978-83-7181-781-6.
- Korespondencja i gazetki rękopiśmienne Jędrzeja Kitowicza z lat 1771–1776, przygotowali do druku: Tomasz Ciesielski, Sławomir Górzyński, Filip Wolański, Wydawnictwo DiG 2017, ISBN 978-83-286-0013-3.
- Wspomnienia mojej młodości / Henryk Stecki; oprac. Sławomir Górzyński, Wydawnictwo DiG 2018, ISBN 978-83-286-0051-5.
- Wspomnienia. Historia mojego życia./ Ignacy Włodzimierz Thun, oprac. Sławomir Górzyński, Warszawa 2020, Wydawnictwo DiG, ISBN 978-83-286-0119-2
- Cmentarz Champeaux w Montmorency Groby Polskie Cimetière Les Champeaux à Montmorency Les Tombes Polonaises, Andrzej BIernat, Sławomir Górzyński, Wydawnictwo DiG, ISBN 978-83-286-0126-0
- ORZEŁ BIAŁY. Źródła do historii herbu państwa polskiego (1815–2015) pod red. Marka Adamczewskiego. Tom I Orzeł Biały 1815-1914, Warszawa 2021, ISBN 978-83-286-0142-0[19]
- Nagrobki i inne formy upamiętnienia polskich władców i ich rodzin we Francji od XIV do XVIII wieku (wspólnie z Iwoną Dacką-Górzyńską), Warszawa 2023, ISBN 978-83-286-0259-5

### Redaktor i współredaktor
- Heraldyka i okolice, red. Andrzej Rachuba, Sławomir Górzyński, Halina Manikowska; Instytut Historii PAN & Wydawnictwo DiG, Warszawa 2002, ISBN 83-7181-267-1.
- O polskich elitach raz jeszcze: studia ofiarowane profesor Janinie Leskiewiczowej z okazji dziewięćdziesiątych urodzin, red. Tadeusz Epsztein, Sławomir Górzyński, Andrzej Karpiński; Instytut Historii Polskiej Akademii Nauk, Warszawa 2007, Wydawnictwo DiG, ISBN 978-83-7181-505-8.
- Świat pogranicza, red. nauk. Mirosław Nagielski, Andrzej Rachuba, Sławomir Górzyński; Instytut Historyczny Uniwersytetu Warszawskiego & Wydawnictwo DiG, Warszawa 2003, ISBN 83-7181-302-3.